# Dialetto altarese
Il dialetto altarese è una parlata di transizione tra il piemontese nella sua varietà sud-occidentale (soprattutto il monregalese) e la lingua ligure, ascrivibile ai dialetti dell'alta Val Bormida, parlato tradizionalmente nel comune di Altare, in Val Bormida. È attestato in forma scritta solo nel XX secolo.

## Caratteristiche della parlata
A seguire una lista delle derivazioni dei tratti fonetici del dialetto altarese:

### Tratti fonetici e morfologici piemontesi
Tra i tratti caratteristici che evidenziano la fortissima connessione - se non proprio l'appartenenza liminale - alle parlate piemontesi, soprattutto quelle alto-monregalesi, possiamo citare :
- Il più evidente, la perdita delle vocali atoniche finali eccetto la “a”
- L'uscita in e aperta dell'infinito per i verbi della prima coniugazione, laddove in genovese si ha /a/.  Es. piem. tissé, gen Atisâ (attizzare), alt tizè; sré, serâ (chiudere) vs. srè; atoé, atoâ (attuare), in altarese atuè;  ecc.
- La palatizzazione di CT che passa a JT oppure addirittura a CC come in piemontese orientale (es. neucc= notte, fricc= fritto, niäci = noialtri, tuci = tutti).
- L’esito di [w] germanica, seguito da vocale, è  [v] (es. piem. varì, gen. guarì, alt. varì = guarire)
- La A tonica velarizzata, ovvero la /a/ tonica passa ad una [ɒ]- [ɑ] questo tratto non è specificamente piemontese ma è presente in molti suoi dialetti, con caratteristiche simili all'altarese, come il resto dei dialetti valbormidesi (di transizione piemontesi-liguri), o nettamente piemontesi come il monferrino, il monregalese e il langarolo[2][5]
- L'elisione vocalica tra due consonanti ( es.: fnugg, piem. fnuj, gen. fenuggio, lvè come il piem. lvé invece di *levậ)
- La e "muta" o scevà [ə]
- la costruzione delle frasi con l'aggiunta dei pronomi personali alla fine dei verbi: es. peus dive, "posso dirvi"
- la particella pronominale locativa e dativa è j, mentre il ligure ha ghe.
- la coniugazione dei verbi coincide con quella dei dialetti monregalesi (specie quelli alto-monregalesi)
- la tendenza del fonema /æ/, ovvero la /e/ aperta o /è/, a spostarsi con regolarità verso una /a/ o verso il dittongo /ài/, specie se seguita da consonanti nasali, come anche dei dittonghi èi ed èj, che si trasformano rispettivamente in ài e àj

### Tratti fonetici e morfologici liguri
Tra i tratti fonetici tipicamente liguri, ricordiamo:
- La palatalizzazione dei nessi FL, PL, BL, GL passati regolarmente a /ʃ/,/tʃ/ e /dʃ/ : Es. sció fiore (piemontese fior) ; sciäma fiamma ; cian piano (pie. pian) ; dogg doppio
- Il rotacismo della L intervocalica (es. murén = mulino), comune anche ai dialetti monregalesi finitimi. Il legame con questi ultimi fa sì che, contrariamente a quanto accade alle parlate liguri costiere - dove la R intervocalica, attestata in forma scritta nel passato, è andata scomparendo - ad Altare essa si conservi, dando alla parlata un carattere arcaico rispetto al genovese (gen.) Ad esempio gen. giâ (girare),  alt. girè;  uinà (orinare) urinè ; scigoȇlo (fischietto) scigoré;  pitûa vs. pitura;  tȏa (tavola) vs. tóra, ecc.
- la negazione si fa prima del verbo[2] (es. e gni vag= non ci vedo; e-n peuss= non posso, e-n non pij= non ne prendo) come nei dialetti liguri, e non dopo, come in piemontese.

- il plurale dei sostantivi e degli aggettivi al maschile termina sempre in -i

### Altre caratteristiche
Il sistema vocalico è caratterizzato dallo spostamento completo della a palatale ad o aperta e di è aperta ad a. Tale spostamento della e aperta alla a fu assai comune nelle parlate rurali, secondo quanto notato già da Maurizio Pipino nel 1783.
Se la negazione è di tipo ligure (senza la struttura discontinua del piemontese) e il vocabolario è in grandissima parte ligure, come si può constatare dal confronto diretto tra il vocabolario del professor Sguerso e un vocabolario genovese, i molti tratti piemontesi, a cui possiamo aggiungere gli articoli (er, ra), avvicinano la parlata di Altare al Monferrato e all’Alessandrino, rendendola veramente una varietà linguistica a sé stante, come molte parlate cosiddette di "transizione".

### Grafia
A differenza del piemontese o del ligure, l'altarese non ha una grafia storica. Come in altre parlate ponentine, si ricorre, per gli esempi di questa pagina, ad una soluzione ibrida proposta da alcuni autori, id est: alla umlaut per la /u/ anteriore “francese” e al digramma eu per la vocale semichiusa /ø/. La a palatale, sempre tonica, è indicata con o perché così suona ai parlanti di Altare, mentre , in altri paesi della Val Bormida, essa conserva un timbro intermedio tra la o e la a toscana. Come in genovese, alla vocale o lunga del latino corrisponde regolarmente una vocale simile alla u del toscano. Notiamo che il Prof. Silvio Sguerso utilizza una scrittura diversa, che conserva la a e la e etimologiche anche quando esse sono passate, rispettivamente a /o/ e al dittongo /ai/. 

## Uso
L'uso del dialetto altarese ebbe il suo periodo di spicco soprattutto tra '800 e '900, con la diffusione dell'attività di vetreria per cui il paese divenne noto al di fuori della zona valbormidese. Secondo i parlanti attuali, all'epoca dell'attività vetraria tradizionale il dialetto altarese era utilizzato a tutti i livelli della società, in casa come per gli affari, e conosceva un gergo specifico e specializzato tra i vetrai. Questa situazione di supremazia dialettale è andata lentamente erodendosi, come nel resto della Liguria, fino ad un arresto completo della trasmissione, anche conseguenza della fine dell'attività vetraria. Era presente una diglossia, oggi interamente scomparsa, tra dialetto cittadino e dialetto rurale.

## Esempi
Durante la secolare attività vetraria, l'altarese si è arricchito di vocaboli di varia origine. Ad esempio:
Agrén sm. (pl.agrigni).  Sc-córie d’ra gassificazión d’er carbón e  dra lignite ch’e's miggiävo in  tzimma a ra grîa (v.) der gaógeno. Scorie del carbone coke, della lignite e anche della legna che formavano, sulla griglia del gassogeno,  agglomerati pietrosi di colore grigio di diverso tenore,  ma anche di colore biancastro  e talvolta marrone. Il materiale marrone era di consistenza legnosa . Il termine è attestato dal secolo XII.